# Bertangles
Bertangles és un municipi francès situat al departament del Somme i a la regió dels Alts de França. L'any 2007 tenia 604 habitants.

## Demografia

### Població

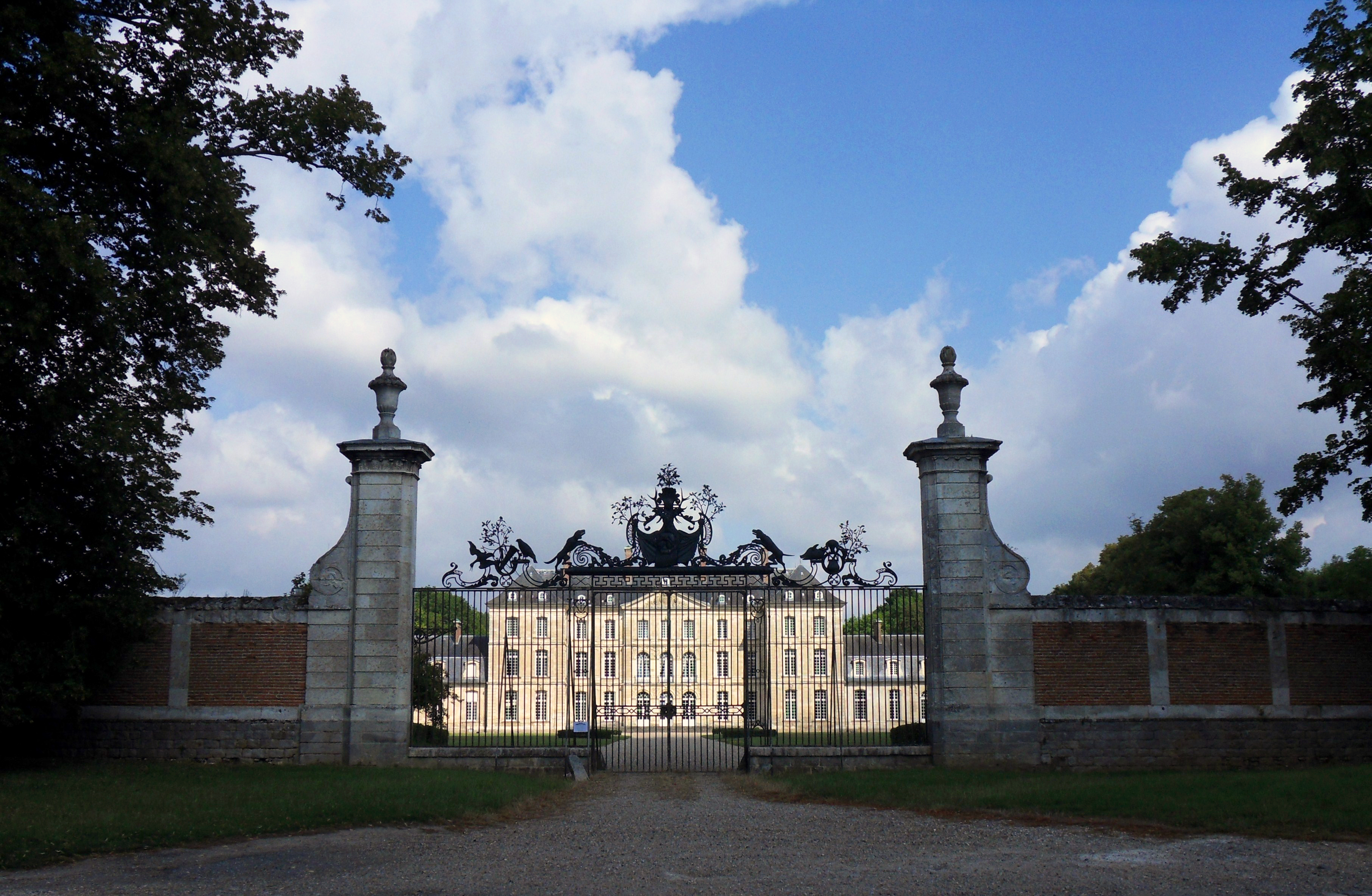
Castell de Bertangles

El 2007 la població de fet de Bertangles era de 604 persones. Hi havia 234 famílies de les quals 44 eren unipersonals (12 homes vivint sols i 32 dones vivint soles), 101 parelles sense fills, 65 parelles amb fills i 24 famílies monoparentals amb fills.

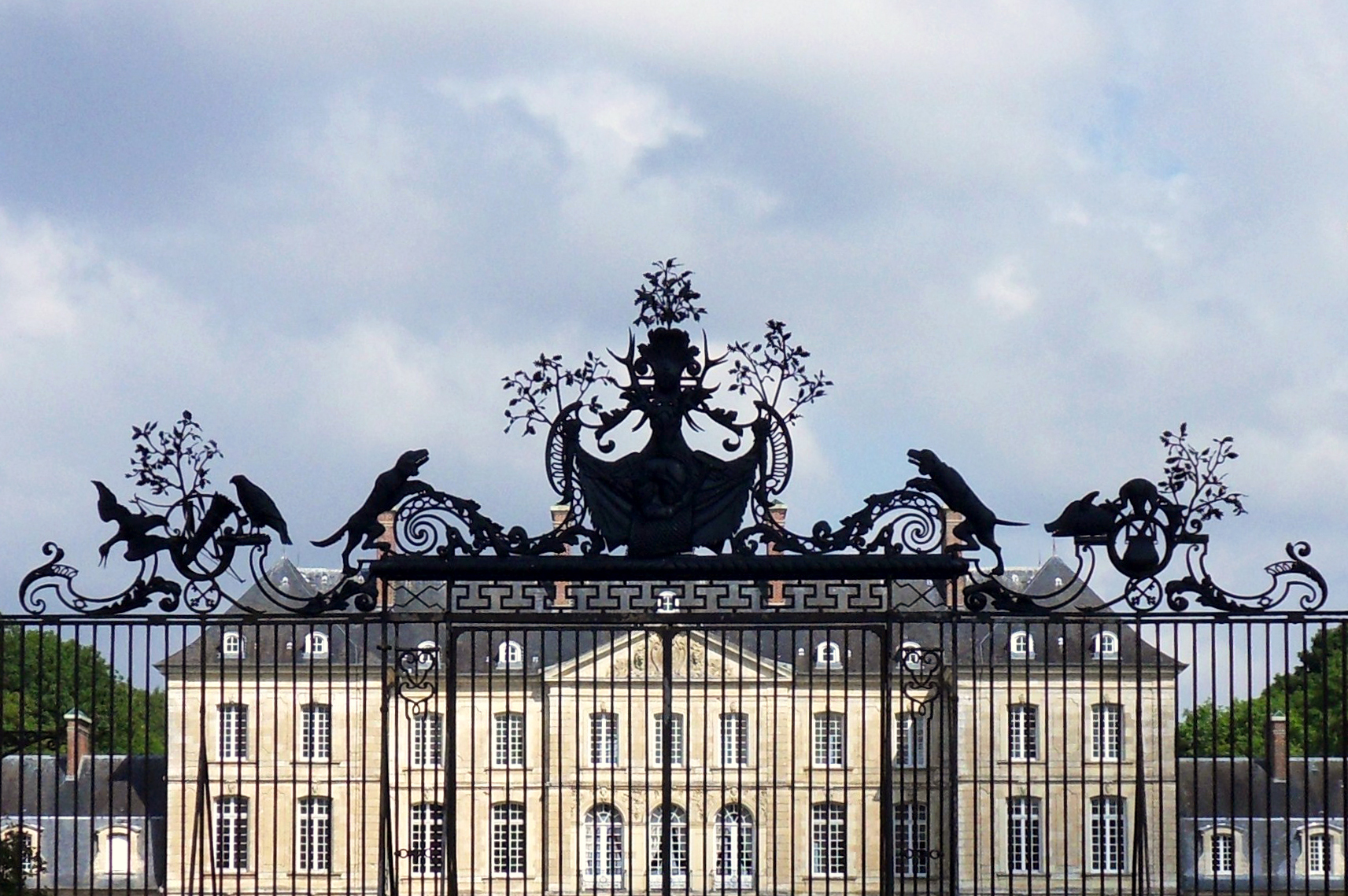

La població ha evolucionat segons el següent gràfic:
Habitants censats

### Habitatges

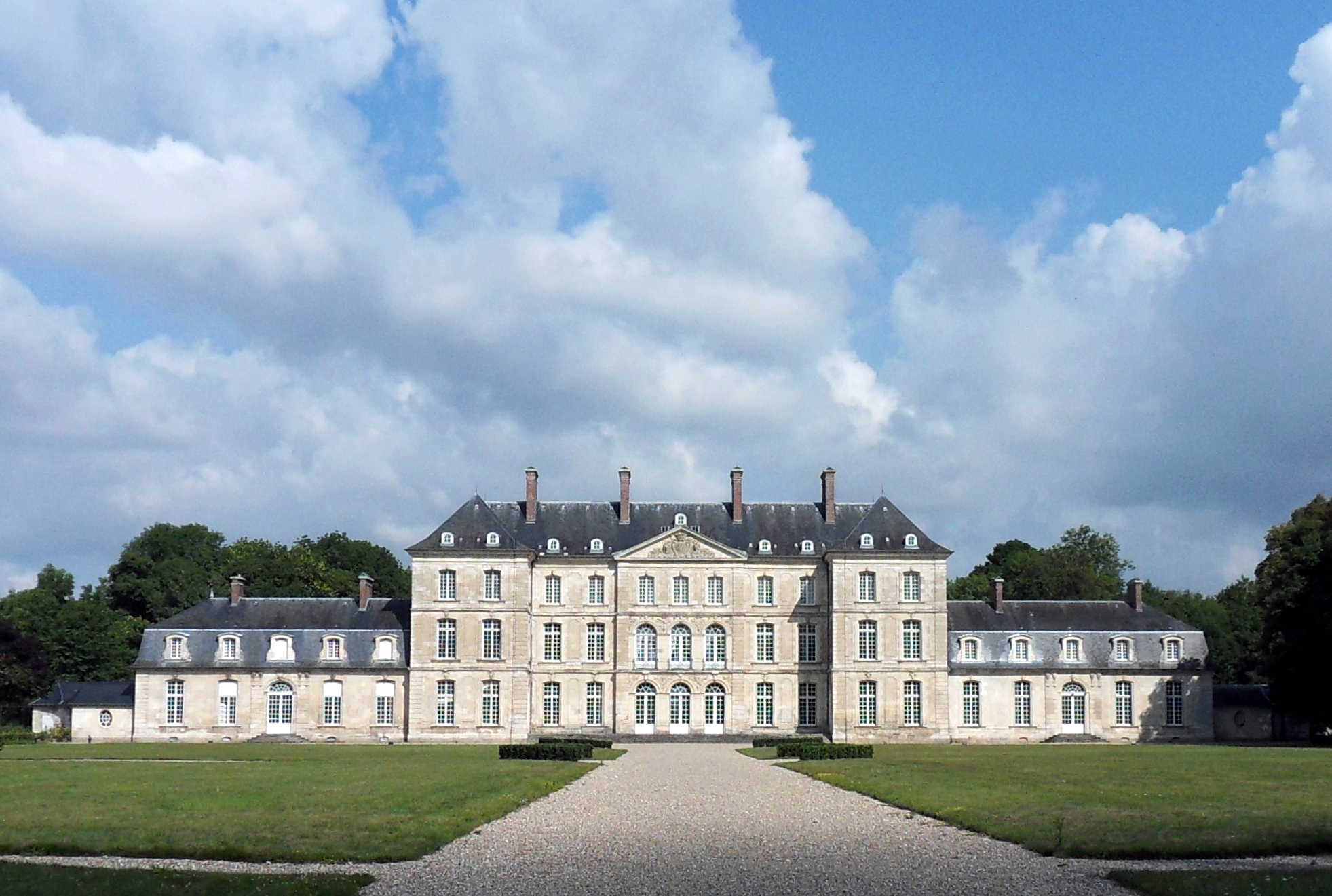

El 2007 hi havia 264 habitatges, 242 eren l'habitatge principal de la família, 8 eren segones residències i 13 estaven desocupats. 254 eren cases i 10 eren apartaments. Dels 242 habitatges principals, 213 estaven ocupats pels seus propietaris, 26 estaven llogats i ocupats pels llogaters i 3 estaven cedits a títol gratuït; 14 tenien dues cambres, 18 en tenien tres, 47 en tenien quatre i 163 en tenien cinc o més. 211 habitatges disposaven pel capbaix d'una plaça de pàrquing. A 87 habitatges hi havia un automòbil i a 140 n'hi havia dos o més.

### Piràmide de població
La piràmide de població per edats i sexe el 2009 era:
| Homes | Edats   | Dones |
| ----- | ------- | ----- |
| 0     | 95 o +  | 0     |
| 0     | 90 a 94 | 0     |
| 4     | 85 a 89 | 4     |
| 0     | 80 a 84 | 0     |
| 4     | 75 a 79 | 12    |
| 0     | 70 a 74 | 4     |
| 12    | 65 a 69 | 8     |
| 12    | 60 a 64 | 12    |
| 32    | 55 a 59 | 24    |
| 28    | 50 a 54 | 48    |
| 56    | 45 a 49 | 28    |
| 20    | 40 a 44 | 40    |
| 8     | 35 a 39 | 4     |
| 16    | 30 a 34 | 12    |
| 16    | 25 a 29 | 16    |
| 36    | 20 a 24 | 36    |
| 32    | 15 a 19 | 32    |
| 12    | 10 a 14 | 24    |
| 28    | 5 a 9   | 12    |
| 16    | 0 a 4   | 12    |

## Economia

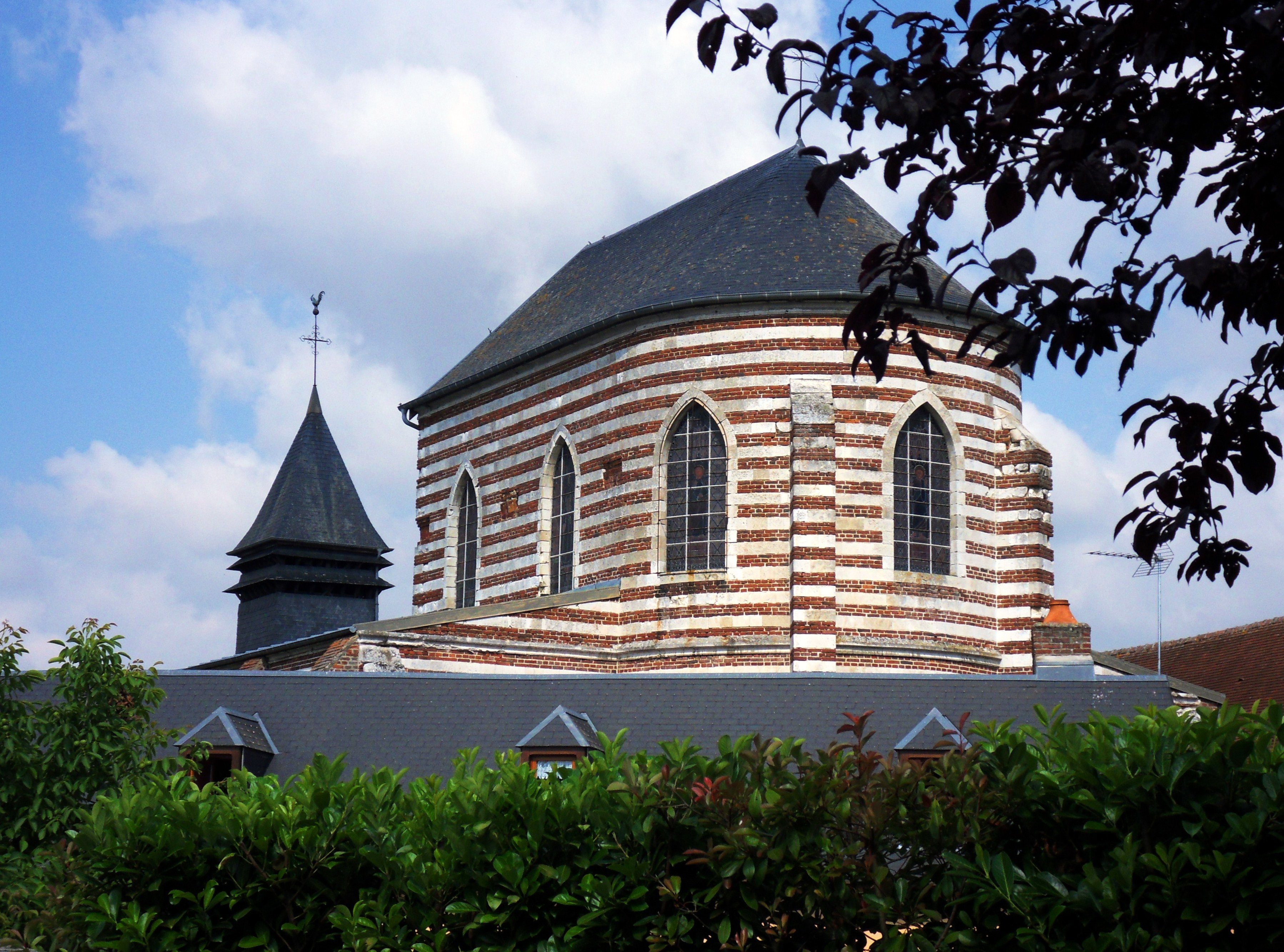

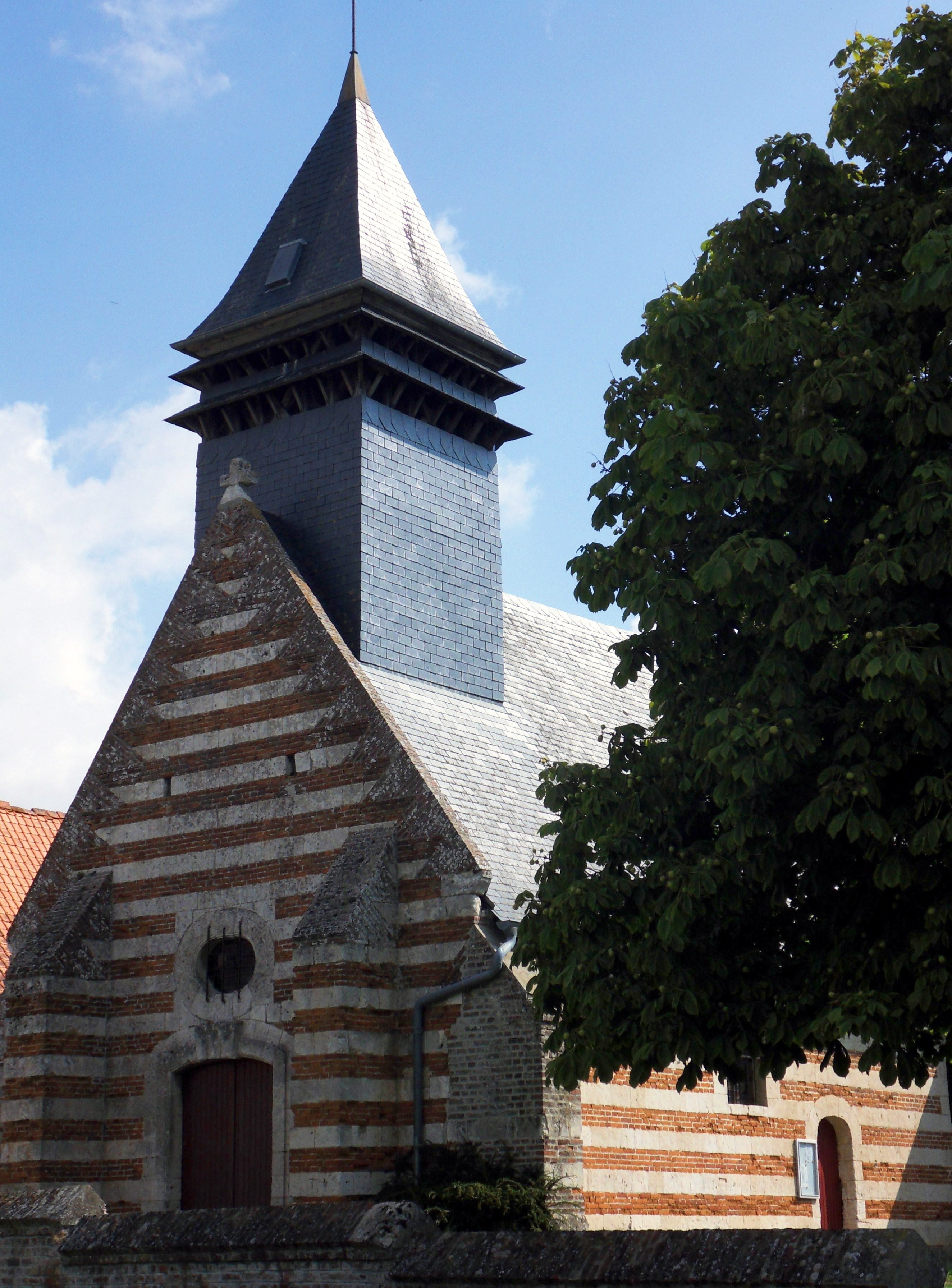

El 2007 la població en edat de treballar era de 428 persones, 278 eren actives i 150 eren inactives. De les 278 persones actives 262 estaven ocupades (131 homes i 131 dones) i 16 estaven aturades (11 homes i 5 dones). De les 150 persones inactives 75 estaven jubilades, 44 estaven estudiant i 31 estaven classificades com a «altres inactius».

### Ingressos
El 2009 a Bertangles hi havia 240 unitats fiscals que integraven 624 persones, la mediana anual d'ingressos fiscals per persona era de 24.424 €.

### Activitats econòmiques
Dels 9 establiments que hi havia el 2007, 1 era d'una empresa extractiva, 1 d'una empresa de fabricació d'altres productes industrials, 2 d'empreses de comerç i reparació d'automòbils, 2 d'empreses d'hostatgeria i restauració, 1 d'una empresa immobiliària i 2 d'empreses de serveis.
L'any 2000 a Bertangles hi havia 7 explotacions agrícoles.

## Equipaments sanitaris i escolars

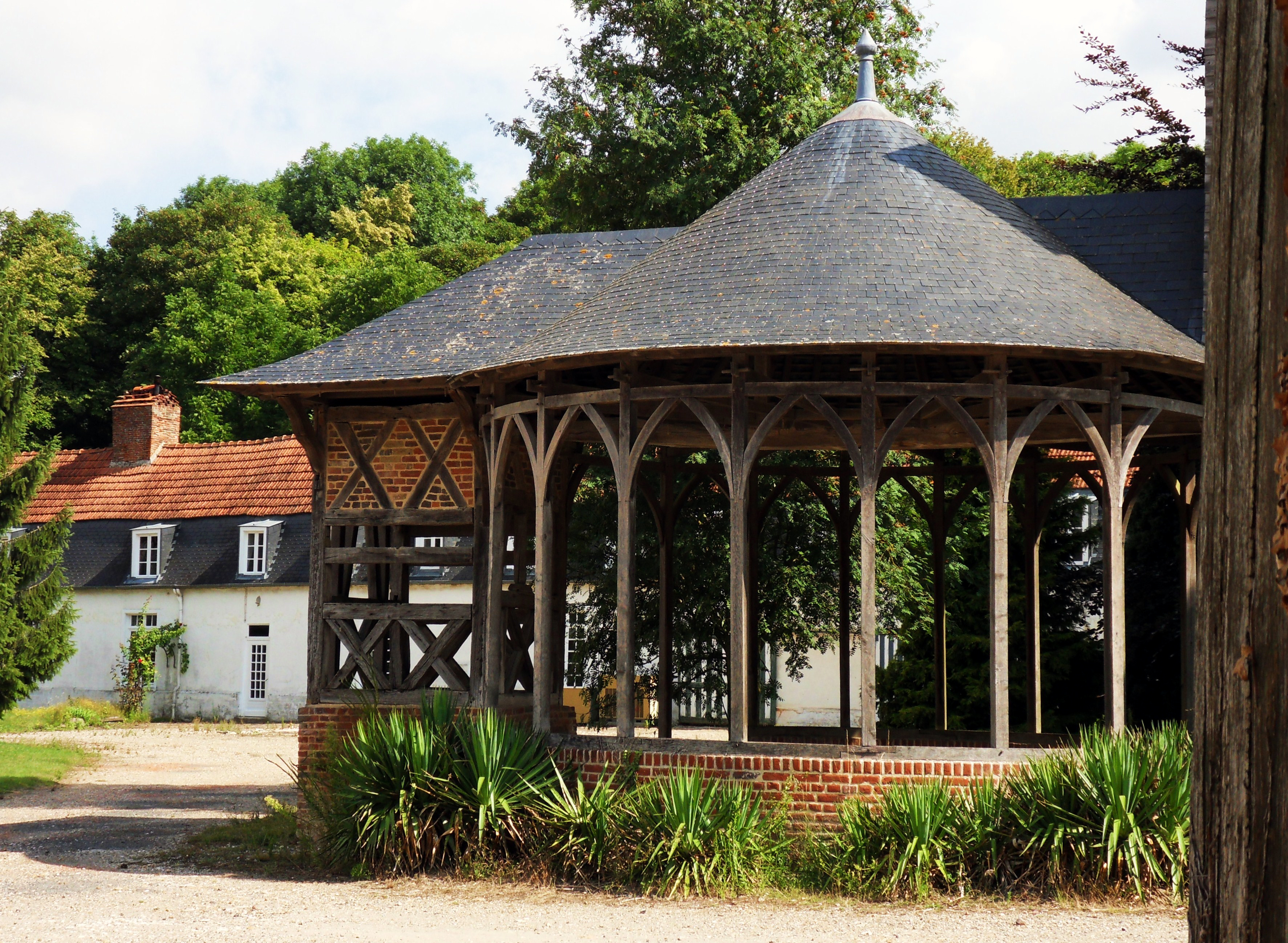

El 2009 hi havia una escola elemental.

## Poblacions més properes

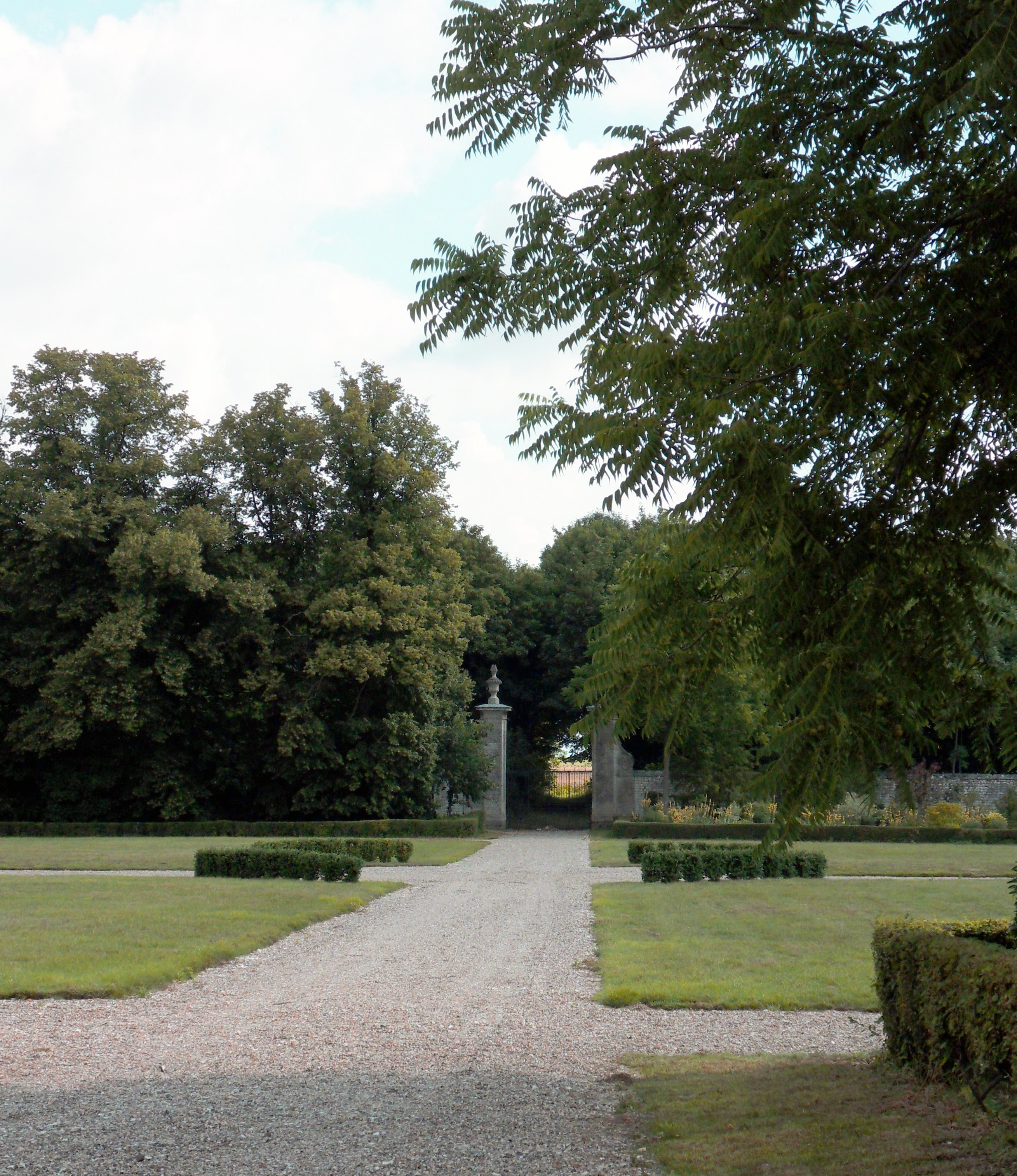

El següent diagrama mostra les poblacions més properes.